# Ipomoea mirandina
Ipomoea mirandina är en vindeväxtart som först beskrevs av Henri François Pittier, och fick sitt nu gällande namn av O'donell. Ipomoea mirandina ingår i släktet praktvindor, och familjen vindeväxter. Inga underarter finns listade i Catalogue of Life.